# Vågan
Vågan is een gemeente op de Lofoten in de provincie Nordland in Noorwegen. De gemeente telde 9444 inwoners in januari 2017.
De stad Svolvær is het bestuurlijke centrum van de gemeente. In Laukvik bevindt zich het informatiecentrum over het poollicht.

## Plaatsen in de gemeente
- Henningsvær
- Kabelvåg
- Skrova
- Svolvær
- Laukvik

Vågan
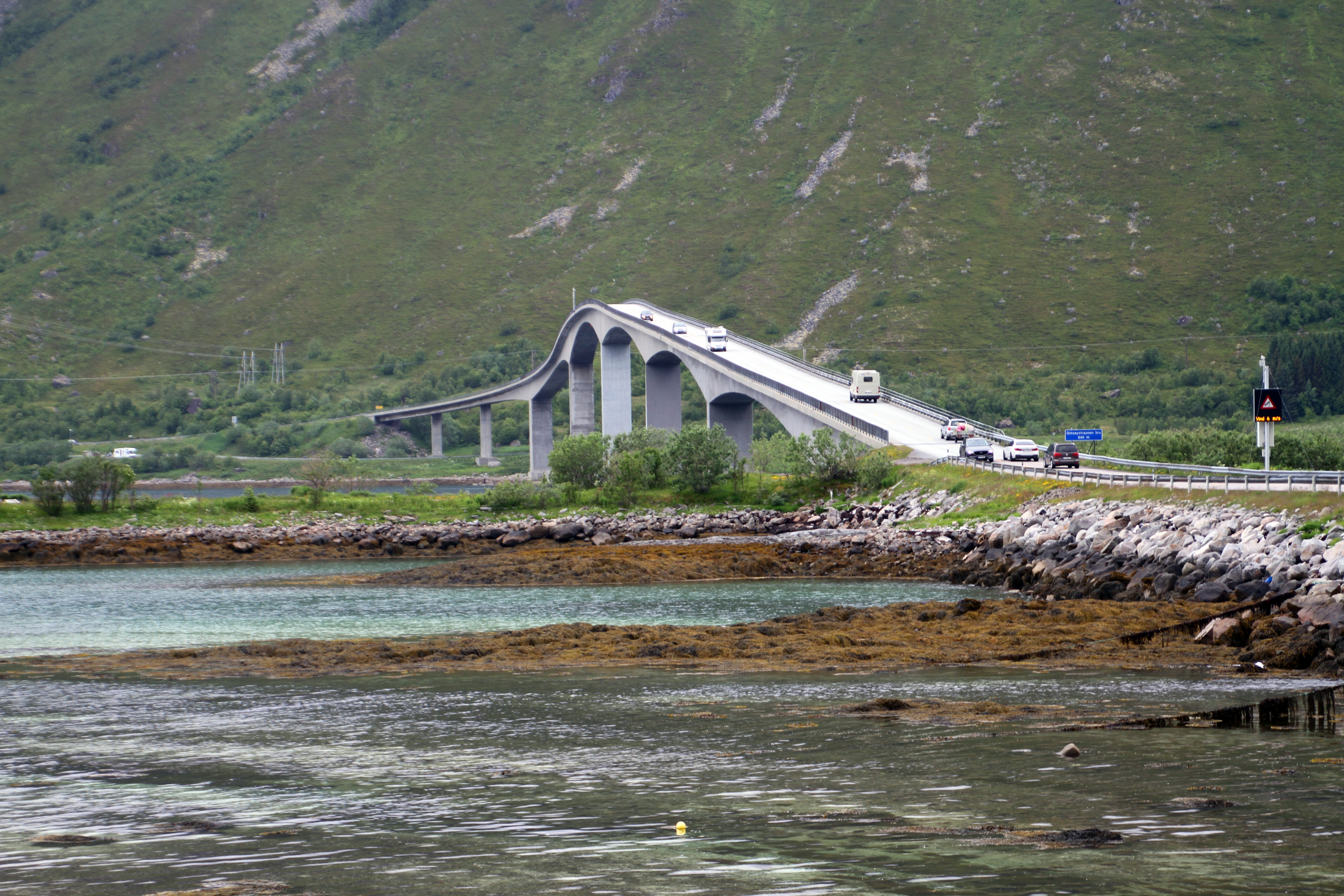
Gimsøystraumen
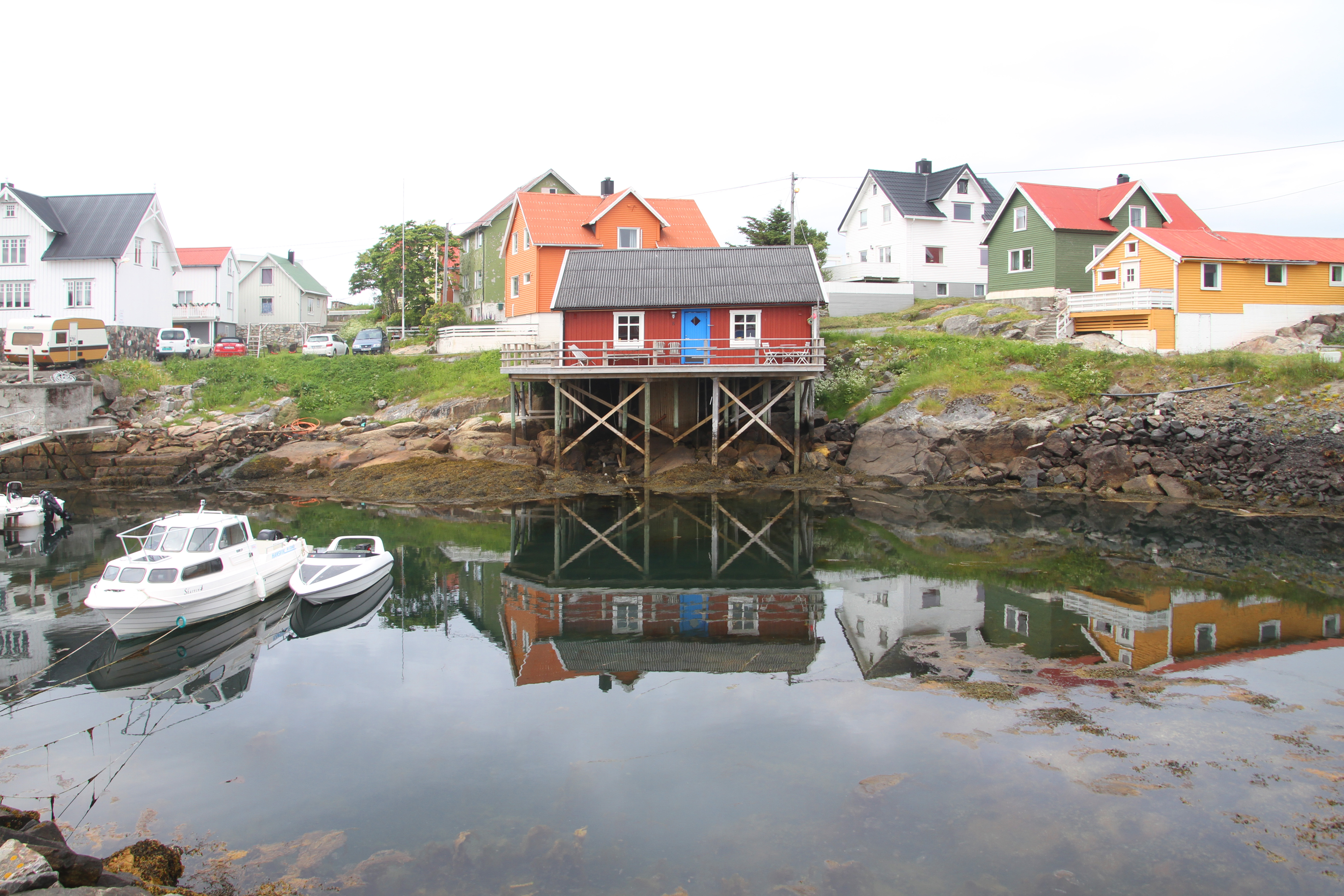
Henningsvær
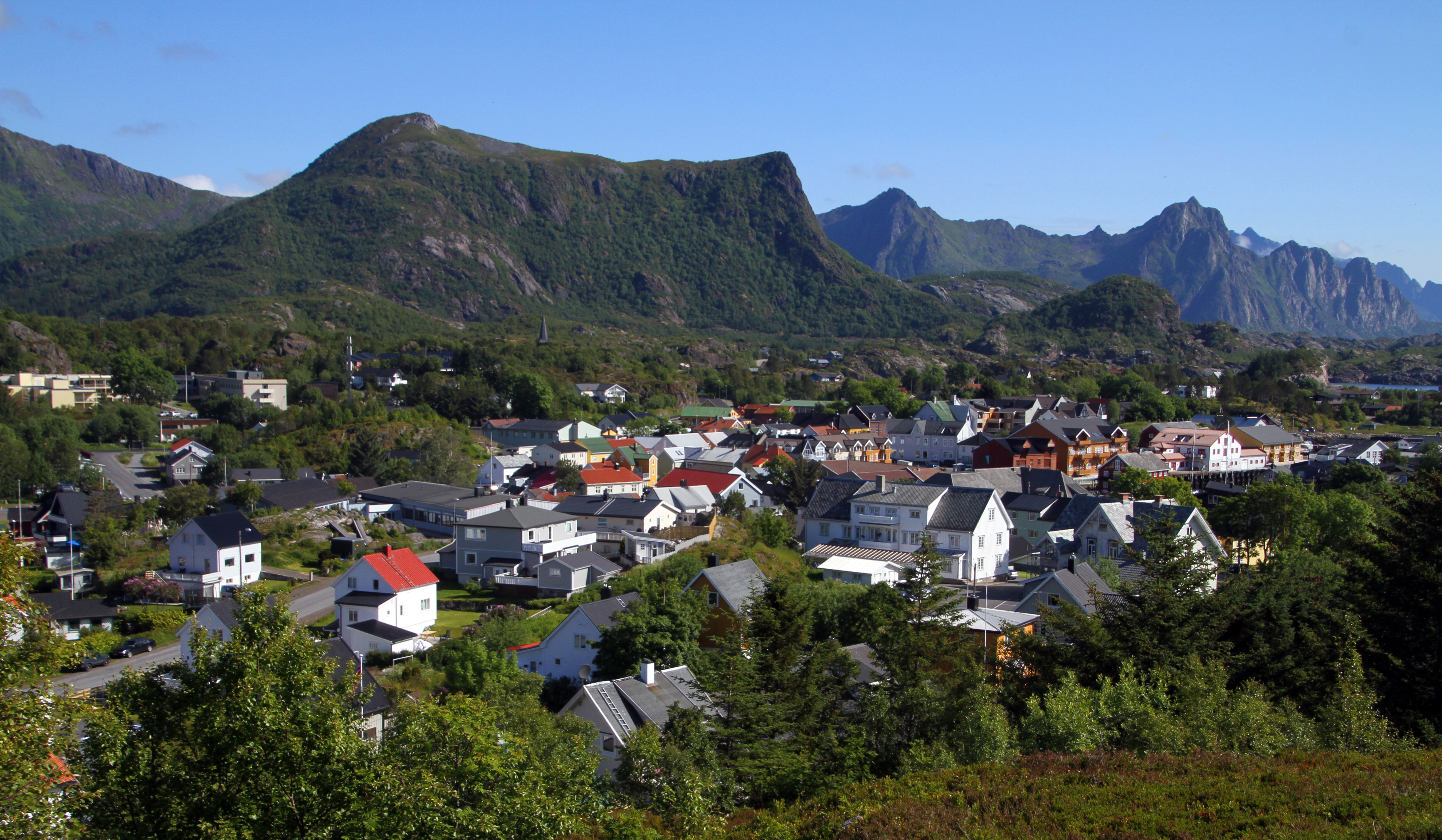
Kabelvåg
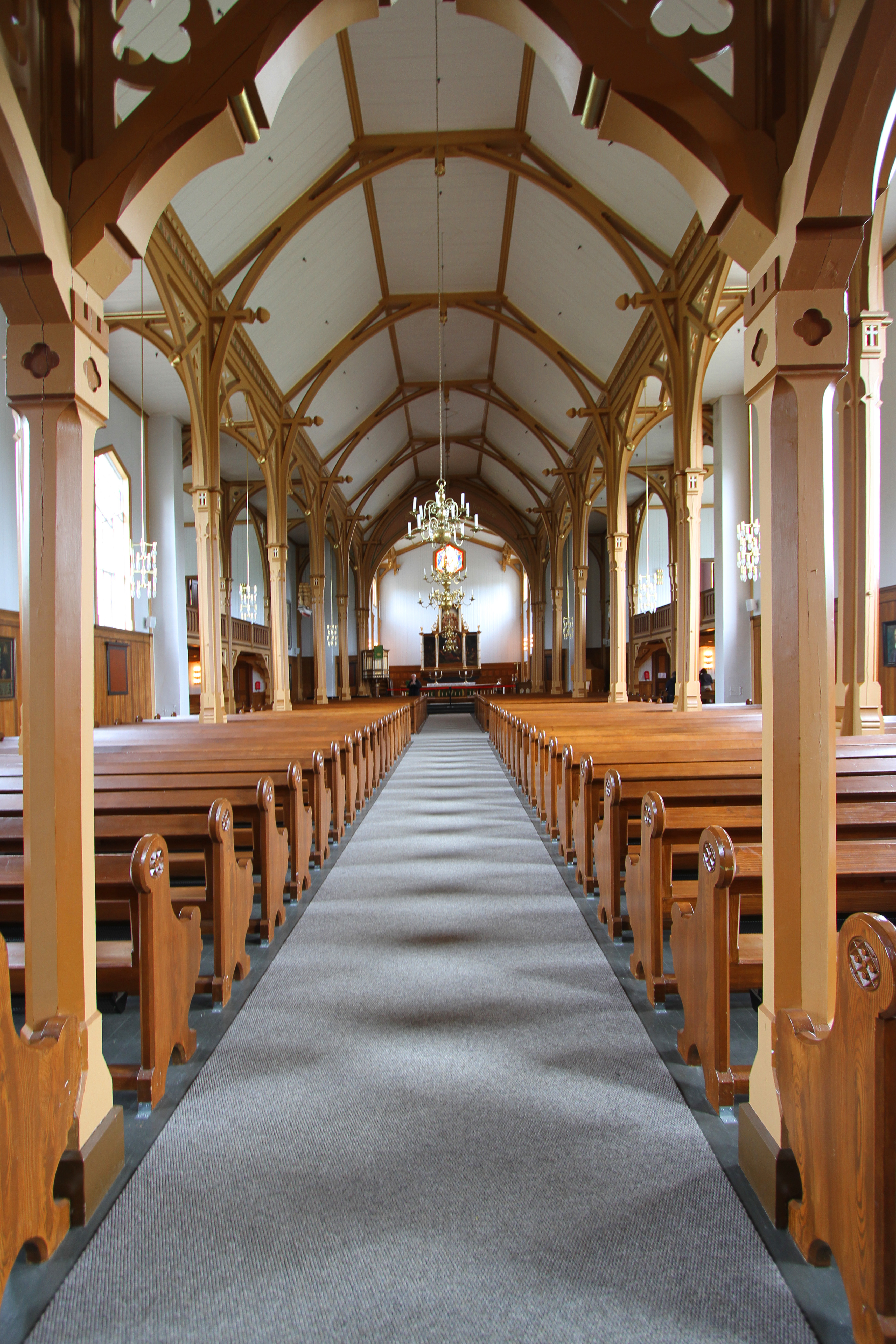
Kabelvåg kirke
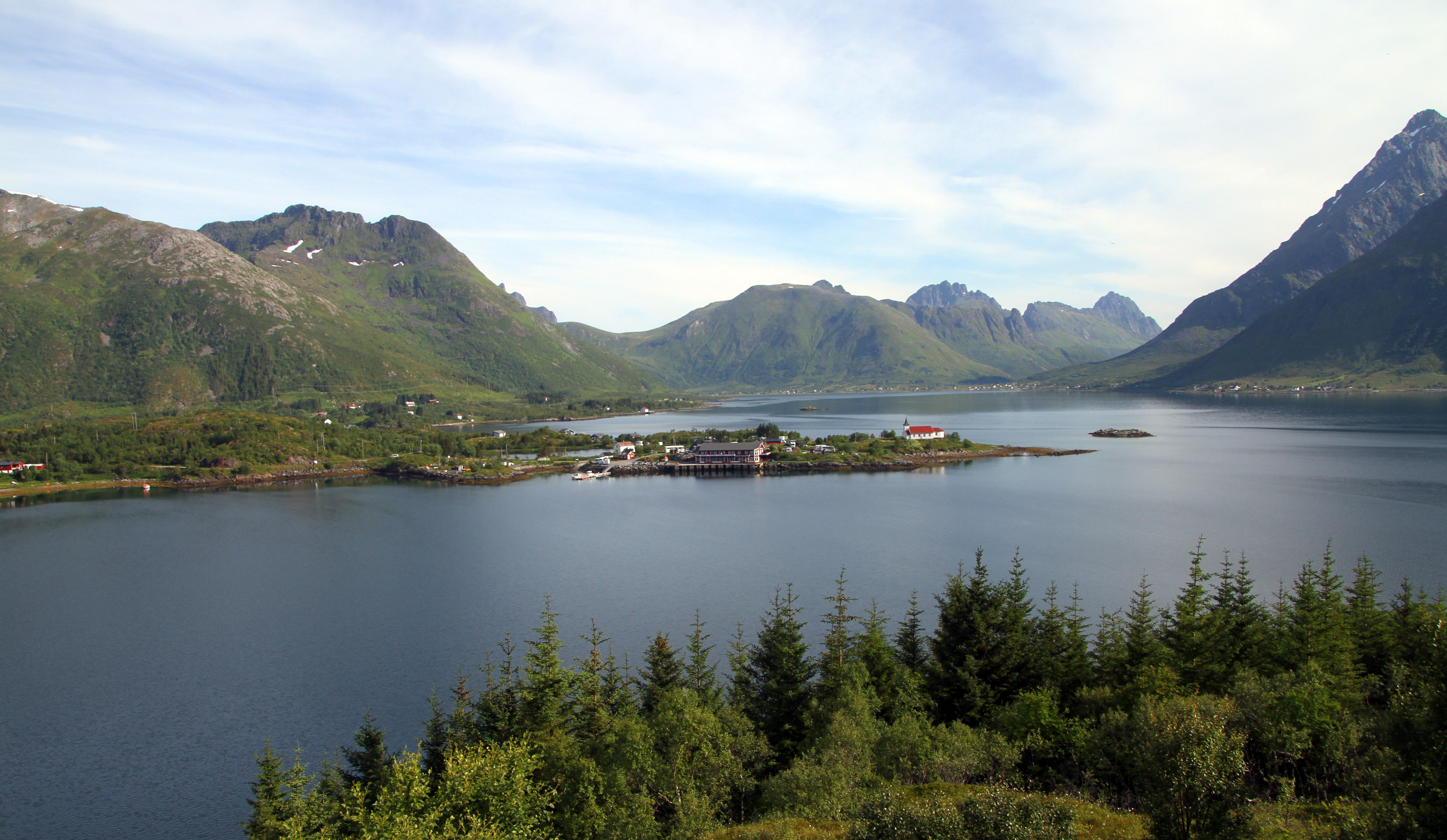
Sildpollnes
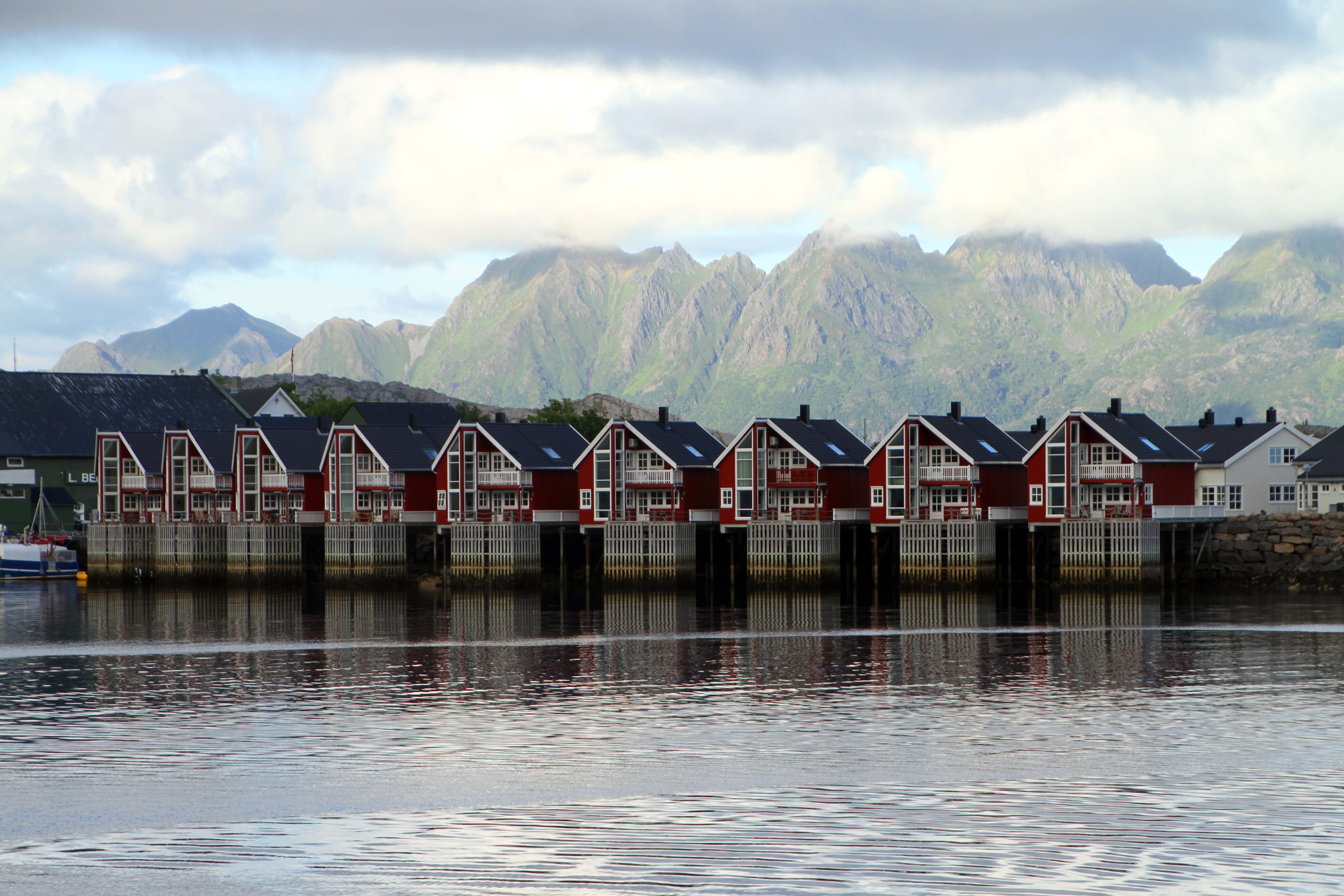
Svolvær
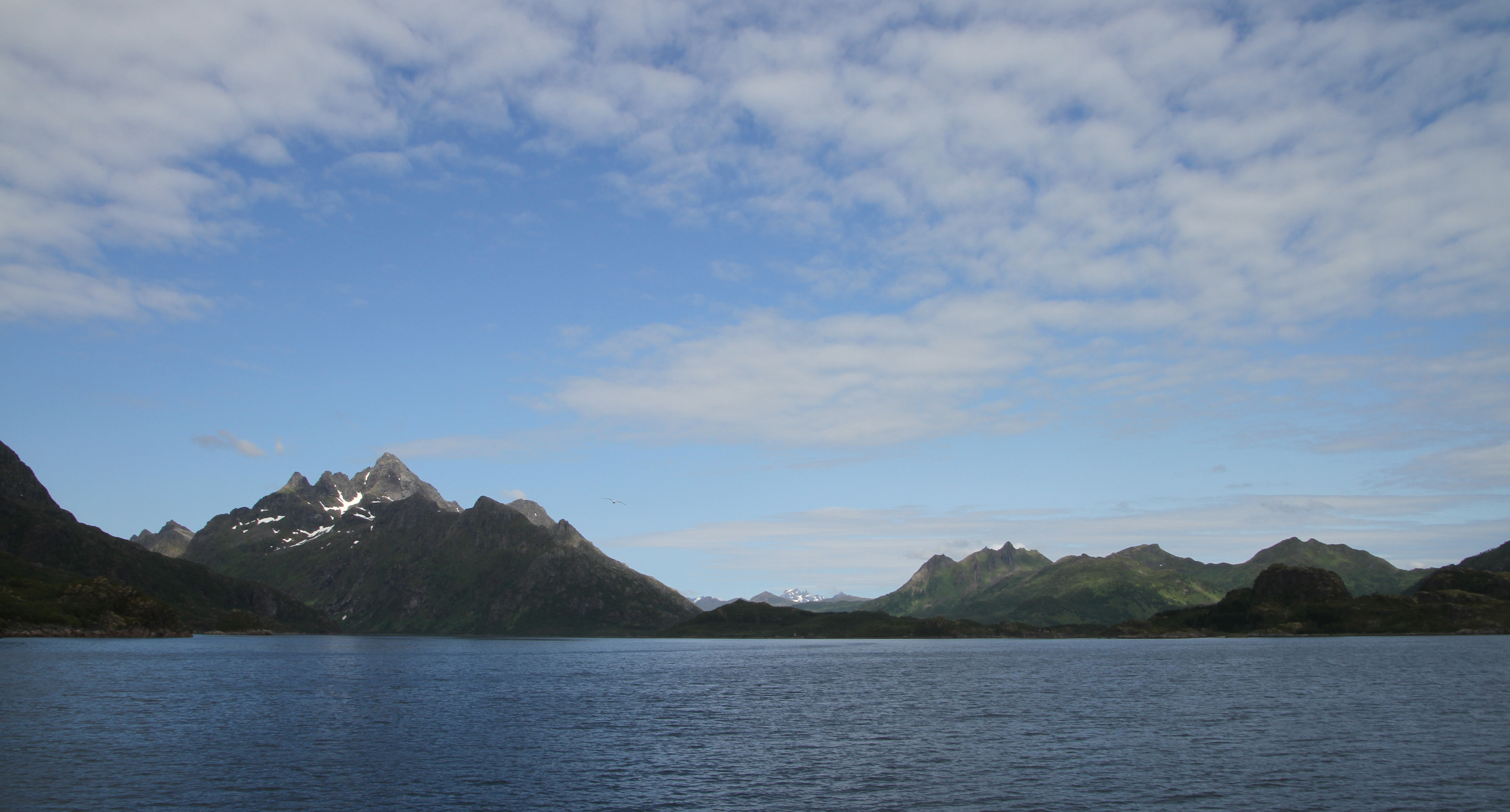
Raftsund
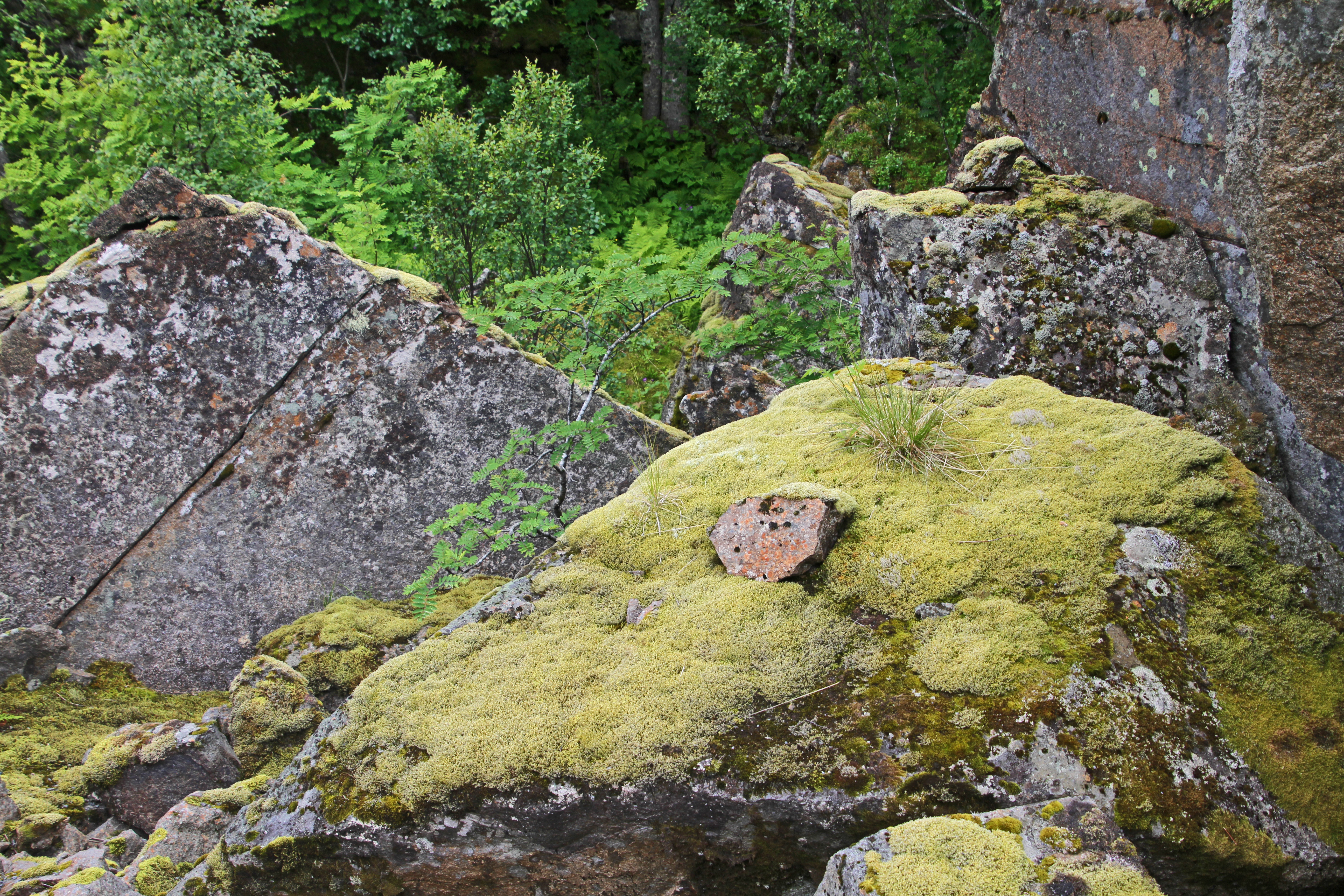
Digermulen

Alstahaug · Andøy · Beiarn · Bindal · Bø · Bodø · Brønnøy · Dønna · Evenes · Fauske · Flakstad · Gildeskål · Grane · Hadsel · Hamarøy · Hattfjelldal · Hemnes · Herøy · Leirfjord · Lødingen · Lurøy · Meløy · Moskenes · Narvik · Nesna · Øksnes · Rana · Rødøy · Røst · Saltdal · Sømna · Sørfold · Sortland · Steigen · Træna · Værøy · Vågan · Vefsn · Vega · Vestvågøy · Vevelstad

Fylker van Noorwegen